# فندی احمد
فندی احمد (انگلیسی: Fandi Ahmad؛ زادهٔ ۲۶ مهٔ ۱۹۶۲) بازیکن فوتبال اهل سنگاپور است.
از باشگاه‌هایی که در آن بازی کرده است می‌توان به باشگاه فوتبال خرونینگن، باشگاه فوتبال پاهانگ، و باشگاه فوتبال واریورس اشاره کرد.
وی همچنین در تیم ملی فوتبال سنگاپور بازی کرده است.